# 金子俊治
金子 俊治（かねこ しゅんじ、1949年1月23日 - ）は、日本の経営者。東洋製罐社長、会長を務めた。

## 来歴・人物
東京都出身。1971年に早稲田大学政治経済学部を卒業し、同年に東洋製罐に入社した。2000年6月に取締役に就任し、2003年6月に常務、2005年6月に副社長を経て、2009年6月に社長に就任。2014年6月に会長に就任。
2013年4月に旭日中綬章を受章した。